# Eva-Britt Svensson
Pour les articles homonymes, voir Svensson.
Eva-Britt Svensson, née le 5 décembre 1946 à Värnamo (Småland), est une femme politique suédoise, députée européenne de 2004 à 2014. Elle est membre du Parti de gauche et vice-présidente du groupe GUE/NGL (2009).
Svensson est connue pour ses prises de positions contre les restrictions envers la liberté d'expression en Europe, ainsi que dans la lutte contre les discriminations sexuelles.
Dernière représentante de l'Alliance de la Gauche verte nordique parmi les 35 eurodéputés du groupe GUE/NGL dans l'actuelle législature du Parlement européen, elle sera néanmoins la candidate de son groupe au poste de présidente de cette institution. Elle recueillera 89 voix, contre 555 à son seul adversaire, le conservateur polonais Jerzy Buzek.
Elle démissionne de son mandat de député européen pour raisons de santé à la date du 1er septembre 2011.

## Carrière
- Secrétaire politique du Parti de gauche (Vänsterpartiet) (1995-2004)
- Membre du conseil Parti de gauche (1995-2004)
- Membre de l'exécutif du Parti de gauche (depuis 2000)
- Membre du comité exécutif
- Membre de l'association des locataires de Suède (depuis 2000)
- Présidente du mouvement populaire Non à l'union européenne (1992-2001)
- Vice-présidente du mouvement populaire Non à l'union européenne (depuis 2001)